# Maravilla Tenejapa
Maravilla Tenejapa est une municipalité du Chiapas, au Mexique. Elle couvre une superficie de 411,32 km2 et compte 12 945 habitants en 2015.